# ناتاشا كولينز
ناتاشا كولينز (بالإنجليزية: Natasha Collins)‏ هي عارضة ومقدمة تلفزيونية وممثلة بريطانية، ولدت في 7 يوليو 1976 في لوتن في المملكة المتحدة، وتوفيت في 3 يناير 2008 في سانت جونز وود ‏ في المملكة المتحدة.

## وصلات خارجية
- ناتاشا كولينز على موقع IMDb (الإنجليزية)
- ناتاشا كولينز على موقع ألو سيني (الفرنسية)
- ناتاشا كولينز على موقع كينوبويسك (الروسية)